# Hlib Lonchyna

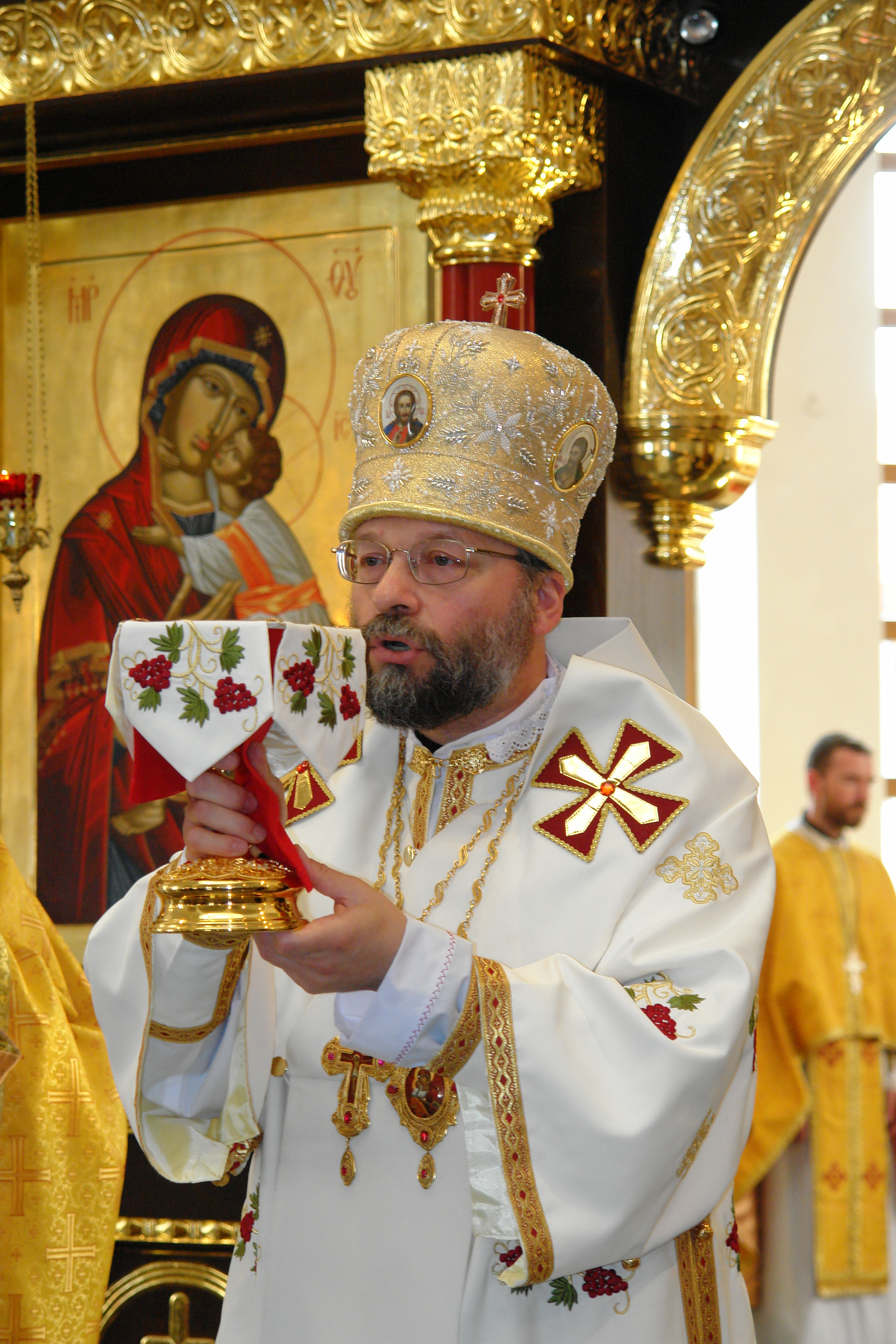

Wappen

Hlib Boris Sviatoslav Lonchyna MSU (ukrainisch: Гліб Лончи́на, polnisch: Hlib Łonczyna; * 23. Februar 1954 in Steubenville, USA) ist ein ukrainisch-katholischer Geistlicher und emeritierter Bischof von Holy Family of London.

## Leben
Hlib Lonchyna studierte an der Päpstlichen Universität Urbaniana in Rom und erreichte 1979 seinen Abschluss in Biblischer Theologie. 1975 war er im Kloster Heiliger Theodor Studites (Grottaferrata, Italien) dem Studitenorden beigetreten. Am 19. Dezember 1976 hatte er sein Ordensgelübde abgelegt. Seine Priesterweihe wurde ihm am 3. Juli 1977 vom Großerzbischof Jossyf Slipyj gespendet. Danach war er als Pfarrer in Passaic (USA) tätig. 1994 wurde er zum Spiritual am Priesterseminar in Lemberg berufen, gleichzeitig lehrte er an der Ukrainischen Katholischen Universität und war Mitglied der Apostolischen Nuntiatur in Kiew. Er absolvierte 2001 eine Zusatzausbildung am Päpstlichen Orientalischen Institut mit dem Studium der „Östlichen liturgischen Theologie“.

### Erzeparchie Lemberg
Mit der Berufung zum Titularbischof von Bareta am 11. Januar 2002 erfolgte gleichzeitig die Ernennung zum Weihbischof in Lemberg. Kardinal Ljubomyr Husar und die Mitkonsekratoren Erzbischof Stephen Soroka und Bischof Julian Woronowskyj MSU weihten ihn am 27. Februar 2002 zum Bischof. Als Weihbischof übernahm er am 14. Januar 2003 die Aufgabe des Apostolischen Visitators für die Ukrainischen griechischen Katholiken in Italien, gleichzeitig war er für das Großerzbistum Kiew-Halytsch Prokurator in Rom. Am 4. März 2004 wurde ihm auch das Amt des Apostolischen Visitators für Spanien und Irland übertragen.

### Großerzbistum Kiew-Halytsch
Am 6. Dezember 2004 wurde er zum Weihbischof in das Großerzbistum Kiew-Halytsch berufen. Seit dem 25. März 2006 war er hauptamtlich für die Aufsicht aller Ordensgemeinschaften in der Ukraine zuständig. Im Nebenamt war er weiterhin Apostolischer Visitator in Italien, Spanien und Irland. Von den Aufgaben in Italien und Spanien wurde er am 7. Januar 2009 entbunden.

### Apostolisches Exarchat Großbritannien/Eparchie Holy Family of London
Am 2. Juni 2009 übernahm er als Apostolischer Administrator die Verantwortung für das Exarchat Großbritannien. Papst Benedikt XVI. ernannte ihn am 14. Juni 2011 zum Apostolischen Exarch von Großbritannien, die Amtseinführung wurde am 2. August 2011 zelebriert. Er war bisher Mitkonsekrator bei Wassyl Semenjuk zum Titularbischof von Castra Severiana (Weihbischof in Ternopil-Sboriw) und Dimitrios Salachas zum Titularbischof von Carcabia (Apostolischer Exarch von Griechenland). Mit der Erhebung zur Eparchie am 18. Januar 2013 wurde er zum Bischof der Eparchie Holy Family of London ernannt.
Am 18. Februar 2019 ernannte ihn Papst Franziskus zusätzlich für die Zeit der Sedisvakanz zum Apostolischen Administrator der Eparchie Saint Vladimir le Grand de Paris.
Am 1. September 2019 nahm Papst Franziskus seinen Rücktritt vom Amt des Bischofs von London und des Apostolischen Visitators für die ukrainisch-katholischen Gläubigen in Irland an.